# Søren Sørensen

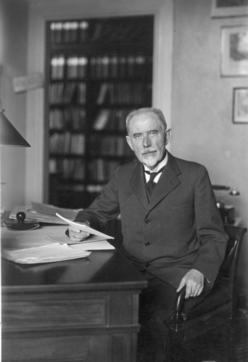
Søren Sørensen

Søren Peter Lauritz Sørensen (Havrebjerg, 9 januari 1868 – 13 februari 1939), in Denemarken ook bekend als S.P.L. Sørensen, was een Deens chemicus. Hij introduceerde het begrip pH als maat voor de zuurgraad.
Søren Sørensen behaalde de doctorsgraad aan de Universiteit van Kopenhagen. Hij was directeur van het prestigieuze Carlsberg Laboratorium, dat werd gesponsord door de brouwerij Carlsberg.
In die tijd onderzocht hij de invloed van de ionenconcentratie op de analyse van eiwitten. Hierdoor ontwikkelde hij zich tot een expert op het gebied van de thermodynamica van de eiwitchemie.
Hij werd in zijn werk bijgestaan door zijn vrouw, Margrethe Høyrup Sørensen.
Een belangrijk resultaat van Sørensens werk was de definitie van de pH-schaal in 1909, waarmee voor het eerst de zuurgraad op een eenduidige manier kon worden weergegeven. Zijn naam is voorts verbonden aan de naar hem genoemde Sørensenbuffer en de als "natriumoxalaat volgens Sørensen" bekendstaande standaardoplossing voor titraties.

## Bron
- (en) Bijdrage over Søren Sørensen in de Chemical Heritage Foundation. Gearchiveerd op 3 februari 2007.